# Langstrumpf Records
Langstrumpf Records ist ein deutsches Independent-Label, das 1992 in Bielefeld gegründet wurde. Veröffentlicht werden vor allem deutsche Bands unterschiedlicher Stilrichtungen.

## Geschichte

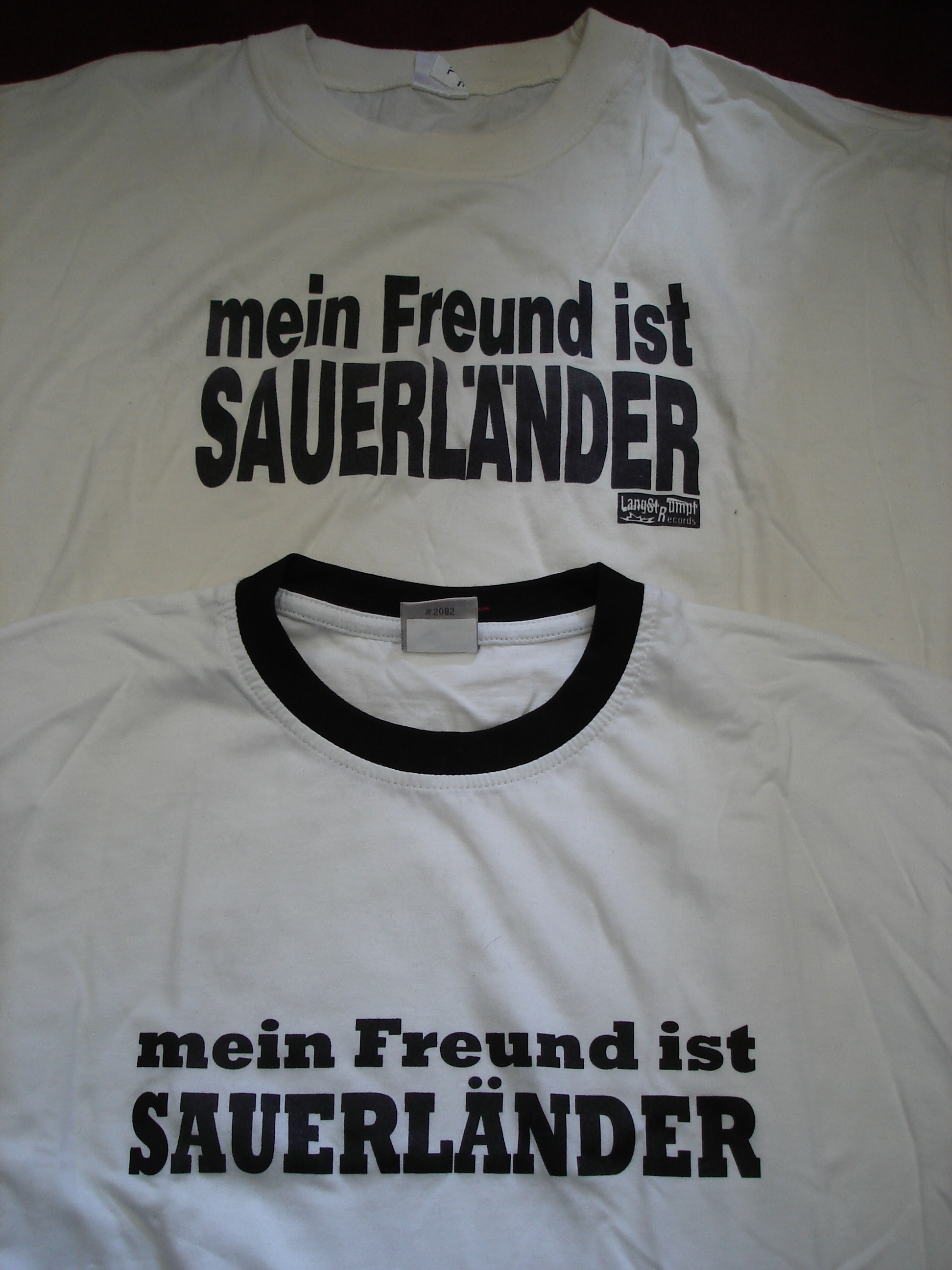
T-Shirts: Mein Freund ist Sauerländer

Langstrumpf Records war zunächst eine typische Studentenfirma, die 1992 von dem Musiker Michael Klaucke und dem Journalisten Peter Lohmann in der Cafeteria der Universität Bielefeld gegründet wurde. Zusammen mit dem Unternehmer Andreas Böddicker realisierten sie bereits wenige Monate später die erste Veröffentlichung: das zweite Album von Michaels Band Sturmschäden.
Überregional bekannt wurde das Label mit dem Album Klaus is dead von den Swoons. Der britische Radio-DJ John Peel spielte mehrere Songs auf dem Soldatensender BFBS und las einen Brief der Labelgründer fast komplett vor. Dort heißt es unter anderem:

“Everybody was searching for the new Nirvana, we just found the Swoons.”

„Alle waren auf der Suche nach den neuen Nirvana, wir haben halt die Swoons gefunden.“

Die Aktion Mein Freund ist Sauerländer machte das Label 1994 auch über die Musikszene hinaus bekannt. Ein T-Shirt, das ursprünglich als Werbegag für eine gleichnamige Kompilation gedacht war, verselbstständigte sich schnell und war schon bald in zahlreichen Kopien im Umlauf. 2006 wurde die Aktion neu aufgelegt.

### Philosophie
Eine einheitliche musikalische Richtung lässt sich bei den Veröffentlichungen von Langstrumpf Records nicht erkennen. Es handelt sich ausschließlich um Gitarrenmusik unterschiedlicher Stilrichtungen und fast ausschließlich um junge deutsche Bands. Einzige Ausnahme: die französische Avantgarde-Band Forguette Mi Note, deren Album Cruciforme Langstrumpf Records 1994 in Deutschland herausbrachte. Benannt wurde das Label nach der Romanfigur Pippi Langstrumpf.

### Trivia
- Der britische Radio-DJ John Peel trägt das T-Shirt Mein Freund ist Sauerländer auf dem Cover einer Biografie, die kurz nach seinem Tod veröffentlicht wurde[2]
- Die Langstrumpf-Band Great Tuna war Vorgruppe der britischen Band Oasis auf deren erster Deutschland-Tour im November 1994

## Diskografie (Auswahl)
- 1992: Sturmschäden – Vergessenes Land
- 1992: Swoons – Klaus is dead
- 1993: Swoons – bABBAlgum (Single mit Abba-Coverversionen)
- 1993: 2 in 1-CD mit Oh my Ears und Cinnamon Buzz
- 1994: Swoons – Sonic Baby
- 1994: Verstörte Kids – Maoh Forte
- 1994: Diverse – Mein Freund ist Sauerländer
- 1994: Forguette Mi Note – Cruciforme
- 1994: Great Tuna – Mattanza
- 1995: Speed Niggs – Boston Beigel Yeah! (Rerelease der 1989 erschienenen LP)
- 1996: Camping – Gas & Freizeitshop (Projekt von Henning Fritzenwalder, u. a. mit Sandra Zettpunkt)
- 1996: Verstörte Kids – Frischmilch
- 1996: Buttermaker – Schick und sportlich
- 1996: Subterfuge – Marc
- 1996: Diverse – Die Alm ruft! (CD zum Wiederaufstieg des Fußballbundesligisten Arminia Bielefeld)[3]
- 1997: Thirty Dirty Birdz – Schizophobia
- 2000: Dörte – Top 13
- 2006: Diverse – Mein Freund ist Sauerländer
- 2007: Boris Gott – Bukowski-Land
- 2017: One Tape – Kunterbunt/How to Live (Single)
- 2018: One Tape – raus
- 2018: Rustikal – Therapie